# Le Corbusier
Le Corbusier, właśc. Charles-Édouard Jeanneret-Gris (ur. 6 października 1887 w La Chaux-de-Fonds, zm. 27 sierpnia 1965 w Roquebrune-Cap-Martin) – francuski architekt szwajcarskiego pochodzenia, urbanista, malarz i rzeźbiarz, czołowy przedstawiciel modernistycznego stylu międzynarodowego. Jego wszechstronna działalność wpłynęła nie tylko na architekturę, ale także na sztuki plastyczne i urbanistykę.

## Życiorys

### 1887–1917
Charles-Édouard Jeanneret-Gris pochodził ze starego, szeroko rozgałęzionego rodu. Przydomek Gris przy nazwisku odróżniał część rodziny, z której pochodził od gałęzi Jeanneret-Grieurin i Jeanneret-Compas. Ojciec przyszłego architekta, Georges-Edouard Jeanneret-Gris (1855–1926), był zegarmistrzem, trudniącym się emaliowaniem kopert zegarków i posiadał własny warsztat w La Chaux-de-Fonds, będącym w tym czasie jednym z głównych centrów produkcji zegarków w Szwajcarii. Matka, Marie-Charlotte-Amélie z domu Perret (1860–1960), była pianistką. W młodości Charles-Édouard Jeanneret pracował w zakładzie grawerskim swojego stryja, gdzie zajmował się wyrabianiem inicjałów.
W latach 1900–1904 uczył się grawerowania i cyzelunku w szkole artystycznej w La Chaux-de-Fonds. Profesor tej szkoły, Charles L’Eplattenier, nakłonił go do nauki architektury. Charles-Édouard Jeanneret znalazł się pod wpływem secesji i angielskiego ruchu Arts and Crafts, a w 1905 roku wraz z René Chapallazem zrealizował swój pierwszy budynek, bogato udekorowaną willę dla grawera Louisa Falleta. W roku 1907 odbył pierwszą podróż studialną, zwiedzając na północy Włoch Mediolan, Florencję i tamże kartuzję w Galluzzo, Sienę, Bolonię, Padwę i Wenecję, a następnie udał się do Austro-Węgier, gdzie zwiedził Budapeszt i Wiedeń. W Wiedniu przez sześć miesięcy pracował u jednego z twórców wiedeńskiej secesji, Josefa Hoffmanna, a także zapoznał się z ideami Adolfa Loosa. W marcu 1908 roku młody architekt po raz pierwszy pojechał do Paryża, wkrótce wstąpił do pracowni paryskiego architekta Auguste’a Perreta, gdzie pracował przez 15 miesięcy i zetknął się z zastosowaniem surowej konstrukcji żelazobetonowej; w 1909 spotkał w Lyonie innego z protagonistów nowoczesnej architektury, Tony’ego Garniera.
W roku 1910 odbył długą podróż do Niemiec, żeby zapoznać się z osiągnięciami sztuki stosowanej w tym kraju. Pracując u Petera Behrensa, poznał Miesa van der Rohe i Waltera Gropiusa. W następnym roku zetknął się z Heinrichem Tessenowem, architektem miasta-ogrodu Grünau-Falkenberg (realizacja 1913). Następna podróż, w 1911 roku wraz z przyjacielem Augustem Klipsteinem po Bałkanach, Turcji, Grecji i Włoszech była etapem gromadzenia rysunków, akwarel, notatek i fotografii.
W 1912 roku Charles-Édouard Jeanneret miał pierwszą wystawę swoich akwarel na Salonie Jesiennym w Paryżu. Zajmowało go w tym okresie studiowanie w Bibliotece Narodowej materiałów do traktatu urbanistycznego La construction des villes (Budowa miast).

### 1917–1940
W czasie I wojny światowej żył w neutralnej Szwajcarii, gdzie uczył teorii architektury z użyciem nowoczesnej techniki w szkole artystycznej w La Chaux-de-Fonds. Jako młody architekt zbudował wtedy cztery domy w Szwajcarii i jedną wieżę ciśnień we Francji. W wieku 29 lat osiadł na stałe w Paryżu. W roku 1917 otworzył tam własną pracownię architektoniczną w kamienicy przy ulicy Jacob 20, gdzie zamieszkał razem z narzeczoną i powiesił na ścianie fotografię Partenonu. Od 1920 wydawał czasopismo artystyczne L’Esprit nouveau (Nowy duch), w którym swoje artykuły o architekturze podpisywał „Le Corbusier”. Jego pseudonim przypomina francuskie słowo Le corbeau (kruk) i zdarzało się, że rysował go przy okazji składania swojego podpisu. Wszedł w kontakt z awangardowymi środowiskami artystycznymi. Razem z Amédée Ozenfantem zapoczątkował nowy kierunek malarski – puryzm. Od około 1925 roku używał pseudonimu także jako architekt i artysta. Od 1922 do 1940 roku prowadził wspólną pracownię z dalszym kuzynem Pierre’em Jeanneretem, razem podpisywali projekty i publikacje.
Le Corbusier już w czasie swoich pierwszych podróży studialnych zachwycał się klarownością przestrzeni panującą w klasztorze, gdzie we Florencji odnalazł „szczęście poprzez spokój”. Klasztorna cela była jedną z inspiracji do stworzenia Pavillon de l’Esprit Nouveau na Międzynarodowej Wystawie Sztuki Dekoracyjnej i Wzornictwa w 1925 roku w Paryżu, który zrewolucjonizował architekturę i projektowanie wnętrz, ponieważ autor domagał się nowoczesnej architektury bez dekoracji, wbrew tematowi wystawy. To mieszkanie modułowe w formie domu jednorodzinnego z antresolą i loggią rozpoczęło szerzenie się nowej myśli architektonicznej. Pavillon de l’Esprit Nouveau był tylko elementem idei Immeubles-Villas (Apartamenty własnościowe, 1922), czyli dużego wielkomiejskiego budynku mieszkalnego z wiszącymi ogrodami, pozbawionego podwórka-studni i łączącego cechy domu jedno- i wielorodzinnego. Dzięki tej wystawie Le Corbusier został szeroko zauważony. W 1923 roku Le Corbusier opublikował Les Cinq points d’une architecture nouvelle conséquence des techniques modernes, czyli swoje słynne pięć punktów architektury nowoczesnej (pierwszy raz zastosowane przez niego częściowo w willi Le Lac w Corseaux nad Jeziorem Genewskim w Szwajcarii, zbudowanej dla rodziców w 1923 roku, później po raz pierwszy w pełni w willi La Roche-Jeanneret w Paryżu w 1923 roku, a następnie w sposób najbardziej spektakularny w willi Savoye, czyli w „świątyni epoki maszyn” we francuskim Poissy w 1928 roku, w których obu zrealizował także swoją koncepcję „promenady architektonicznej”, czyli uporządkowanego ciągu przestrzennego zapewniającego użytkownikowi alternatywne możliwości komunikacji wewnątrz budynku). Architekt stwierdził wtedy, że „dom jest maszyną do mieszkania”.
W roku 1926 opracował „Architekturę epoki maszynowej” (Architecture d’époque machiniste). Dwa lata później został jednym z założycieli CIAM – Międzynarodowych Kongresów Architektury Nowoczesnej (Congrès Internationaux d’Architecture Moderne). Propagował wtedy swoje słynne hasło „słońce, przestrzeń, zieleń” jako trzy elementy, które powinny mieć wpływ na współczesną architekturę. Także w tym czasie Le Corbusier dużo podróżował: do Ameryki Południowej, Niemiec oraz Moskwy, gdzie poznał Meyerholda i Eisensteina. 19 września 1930 roku Le Corbusier przyjął obywatelstwo francuskie, zaś 18 grudnia tegoż roku poślubił modelkę z Monako Yvonne Gallis (ur. 1892, zm. 5 października 1957), która znana była odtąd szerzej pod wywiedzionym od pseudonimu męża nazwiskiem Madame Le Corbusier. W 1934 roku Le Corbusier stworzył w Paryżu modernistyczną, przeszkloną kamienicę mieszkalną Immeuble Molitor przy ulicy Nungesser-et-Coli 24, gdzie zamieszkał wraz z żoną. Jego dwustronne mieszkanie (240 m²), które zachowano jako muzeum, składa się z dwóch kondygnacji, na których są mieszkanie z dużą loggią i własna pracownia oraz taras wypoczynkowy z ogrodem na dachu i pokój gościnny z małym tarasem widokowym. Jest to pierwszy apartamentowiec na świecie z całkowicie przeszklonymi elewacjami, gdzie nie ma ścian ani tradycyjnych okien, które zostały zastąpione luksferami i oknami tarasowymi, przesuwnymi z szybami wielkości całych ścian. Natura jest zasadniczym składnikiem architektury Le Corbusiera, stąd ogród na dachu służący do wypoczynku, ćwiczeń fizycznych, konsumpcji, a także sprzyjający kontemplacji i pozwalający na uprawę roślin. Architekt twierdził, że „ogród jest logicznym uzupełnieniem płaskiego dachu”. W 1935 roku Le Corbusier po raz pierwszy odwiedził Stany Zjednoczone ze swoimi wykładami. W 1938 roku Le Corbusier osobiście wystąpił w filmie dokumentalnym Les Bâtisseurs (Budowniczowie) w reżyserii Jeana Epsteina (film czarno-biały i dźwiękowy), gdzie przedstawił swoją koncepcję „rewolucji architektonicznej” koniecznej, ponieważ „miasta stały się nieludzkie, szkodliwe dla człowieka, wrogie dla jego zdrowia”.

### 1940–1965
W czasie II wojny światowej przebywał początkowo w Vichy, a w latach 1942–1943 został wysłany z misją do Algierii, wówczas kolonii francuskiej. Lokalna architektura wywarła pewien wpływ na architekta, ale przede wszystkim propagował tam swój futurystyczny Plan Obus (Projekt pocisk działowy) w celu nowoczesnej przebudowy Algieru (1932), który jednak został odrzucony. Pod koniec wojny Le Corbusier założył Assemblée de Constructeurs pour une Rénovation Architecturale (ASCORAL), organizację opracowującą plany odbudowy Francji po wojnie, zaś w 1943 opublikował Kartę Ateńską. Po wojnie Le Corbusierowi jako jednemu z najsłynniejszych architektów powierzano najbardziej prestiżowe realizacje, nie tylko w Europie, ale także w Indiach, gdzie stworzył nowe miasto Czandigarh i w innych krajach. W roku 1947 został członkiem komitetu złożonego z architektów, który miał przygotować plany budowy siedziby ONZ w Nowym Jorku; ostatecznie realizację przyznano Amerykaninowi Wallace’owi Harrisonowi, lecz opierała się ona w dużym stopniu na koncepcji Le Corbusiera.
Le Corbusier rozpoczął w latach czterdziestych pracę nad kontrowersyjnym systemem wymiarowania „Modulor” (1948) – autorskim kanonem proporcji, który następnie opisał w kilku pracach. Za model został przyjęty człowiek szczególnie wysoki (średni wzrost angielskiego policjanta wynosił wtedy 183 cm). Wyciągnięta do góry ręka postaci ludzkiej wyznacza podstawową wysokość kondygnacji netto, 226 cm. Większość charakterystycznych wartości odnoszących się do ciała ludzkiego i przedmiotów użytkowych jest wpisana w ciąg wymiarów wyznaczonych w oparciu o podany wzrost, wysokość kondygnacji oraz złoty podział i ciąg Fibonacciego.
Le Corbusier zbudował w 1952 roku w zburzonej wskutek II wojny światowej nadmorskiej Marsylii wysoki, żelazobetonowy blok mieszkalny na antropomorficznych słupach, dla 1600 ludzi z ogrodem i salą gimnastyczną na dachu, oddalony od hałaśliwej ulicy, w samym środku parku. Jednym z postulatów Le Corbusiera były ogrody na płaskich dachach budynków, które miały zrekompensować przestrzeń zajętą na ziemi przez fundamenty. Blok był typem budynku nieznanym we Francji i wywołał burzliwe reakcje krytyki. Blok marsylski okazał się udanym budynkiem i zdecydowanie przewyższa swoją funkcjonalnością oraz jakością wykonania późniejsze bloki mieszkalne budowane masowo w krajach komunistycznych. Blok nie został zaprojektowany dla zamożnych elit, jednak wprowadzone wówczas liczne nowatorskie rozwiązania architektoniczne, takie jak całkowicie przeszklone ściany mieszkań przez rzędy portfenetrów, oraz obszerna loggia przynależna do każdego pokoju w mieszkaniu okazały się przełomem, co miało wpływ na architekturę świata. Inspiracjami do stworzenia bloku marsylskiego były średniowieczne klasztory i transatlantyki, które architekt sam poznał, przeanalizował i podziwiał.
Zmarł na zawał serca 27 sierpnia 1965 roku w Roquebrune-Cap-Martin podczas kąpieli w Morzu Śródziemnym. Walter Gropius uznał wówczas Le Corbusiera za „Leonarda da Vinci naszych czasów”.
W latach 1982–1985 Garland Architectural Archives wydało kompendium rysunków architekta, a w latach 2005–2006 Fundacja Le Corbusiera wydała na 16 płytach DVD zbiór 35 000 jego rysunków.

## Nagrody i wyróżnienia
W roku 1952 został komandorem, a w 1963 wielkim oficerem Legii Honorowej. Ponadto otrzymał kilka doktoratów honoris causa, wiele odznaczeń i innych zaszczytów.

## Pięć zasad architektury nowoczesnej
Postulaty architektury mieszkaniowej:
- konstrukcja domu na wolno stojących słupach (fr. pilotis), które pozostawiają wolny parter i nadają wizualnej lekkości
- wolny plan, który rozwiązuje paraliż przegrody strukturalnej
- swobodna elewacja, która została uwolniona od funkcji nośnej
- poziome okna wstęgowe, które dają więcej światła niż te w ścianach nośnych
- ogród na dachu płaskim[28][29]

## Dzieła

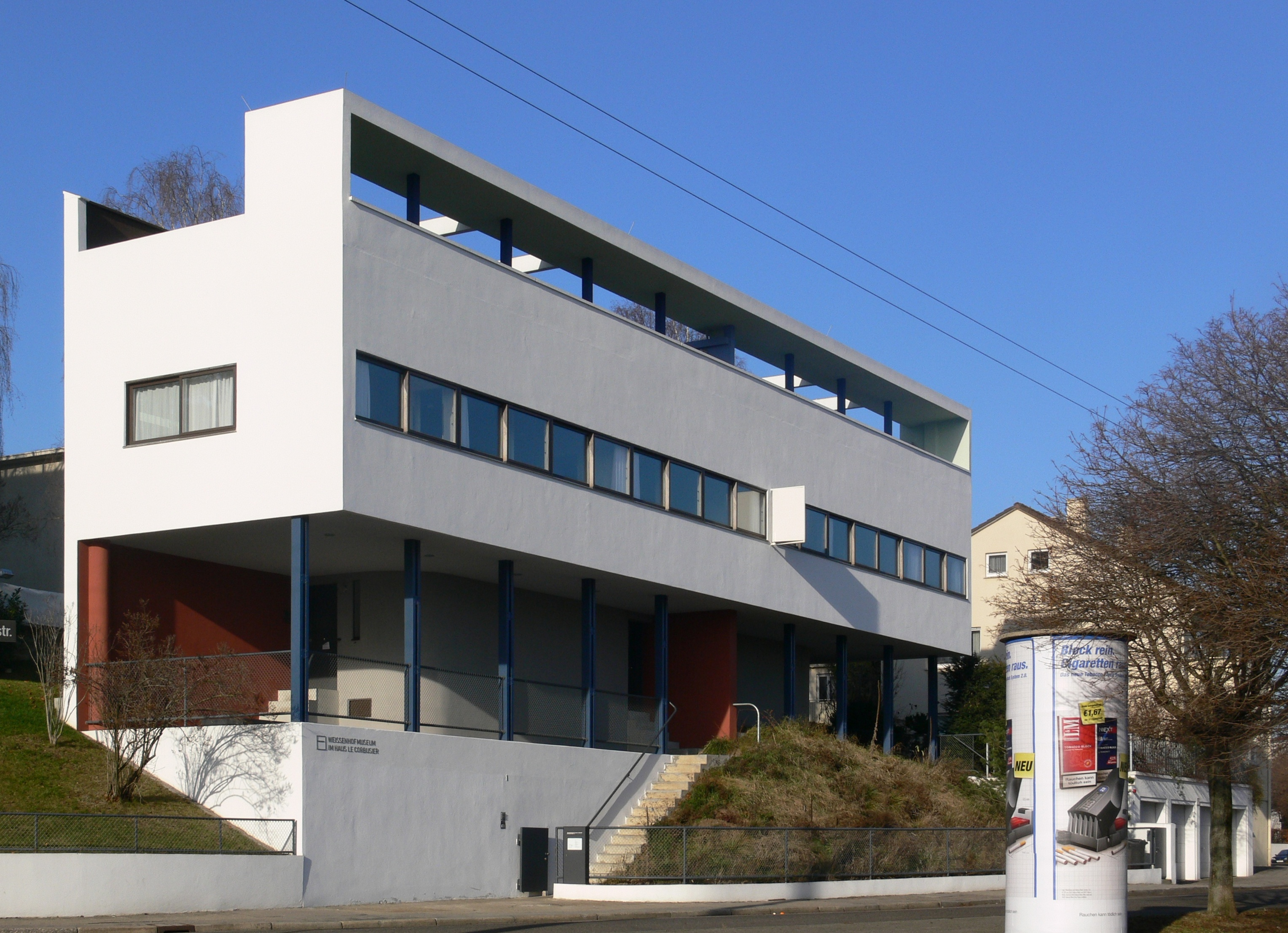
Dom bliźniaczy w Stuttgarcie (1927) jest przykładem słynnych pięciu punktów nowoczesnej architektury

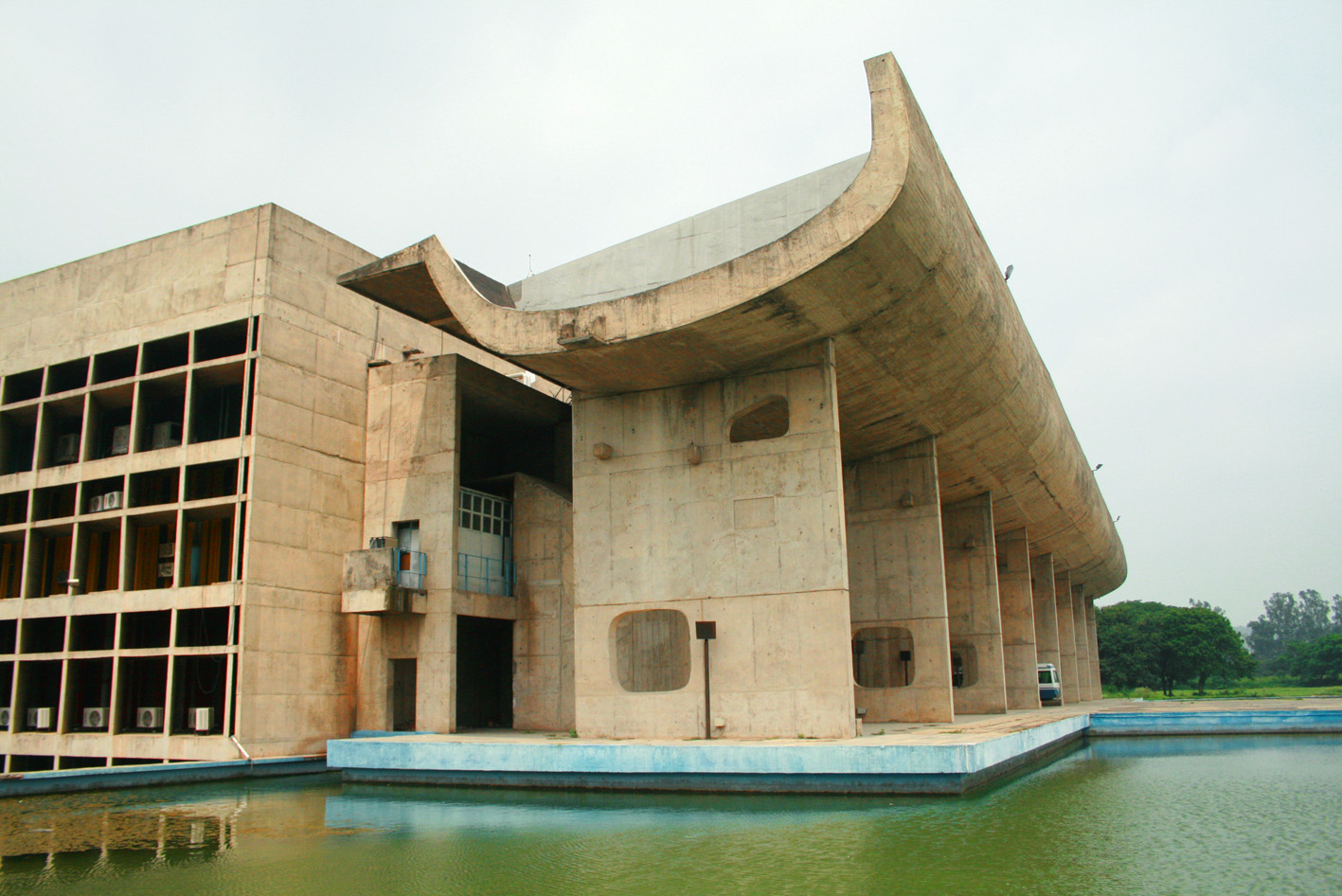
Czandigarh, Indie – Zgromadzenie Narodowe (1962). Przykład rzeźbiarskiego potraktowania betonu zbrojonego

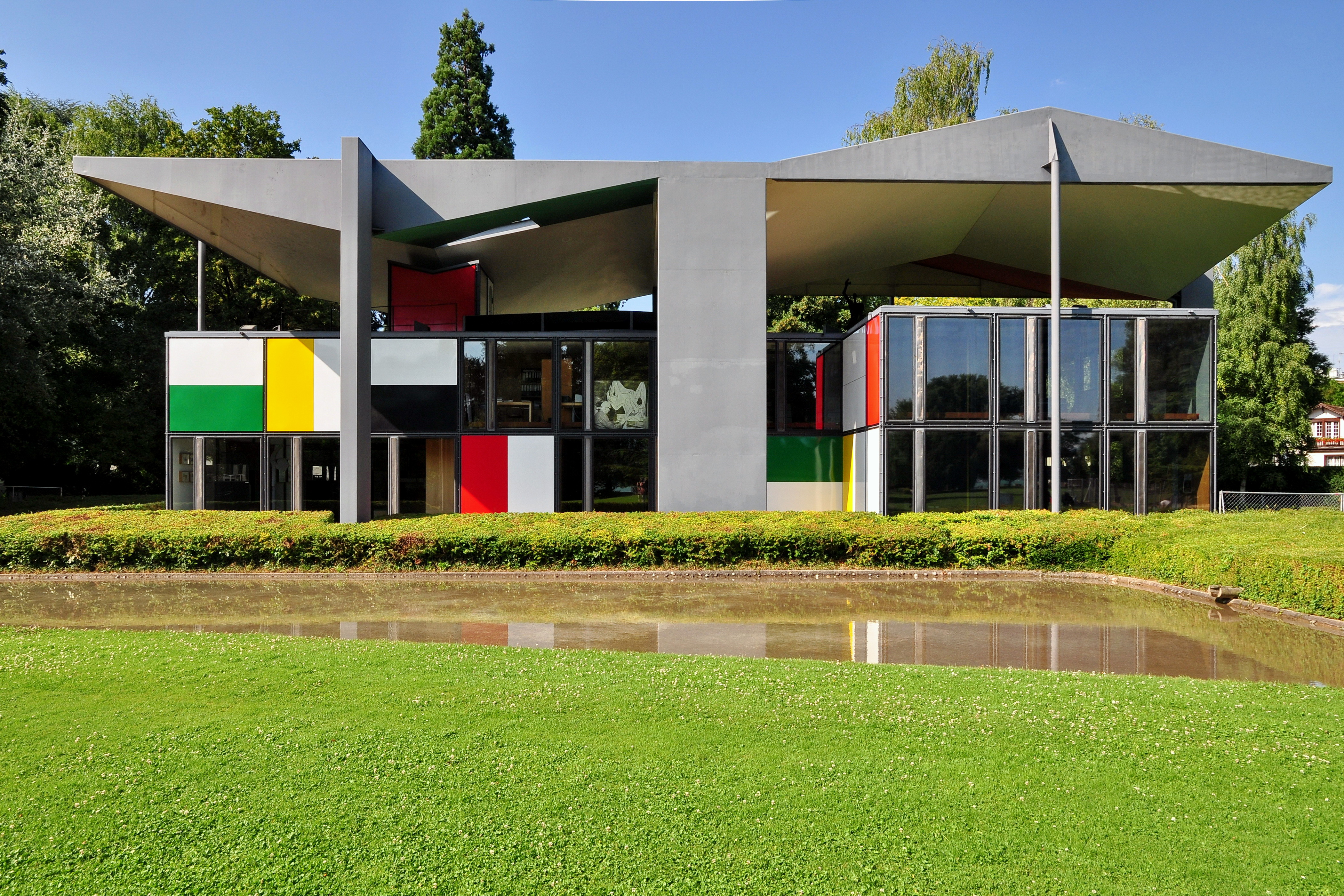
Muzeum Heidi Weber w Zurychu (1967). Muzeum sztuki współczesnej to ostatni budynek architekta, a zarazem nowatorski, lekki obiekt wykonany ze stali i szkła. Do montażu wykorzystano 20 tysięcy śrub

Willa Savoye (1931) – modernistyczna willa w Poissy, Francja

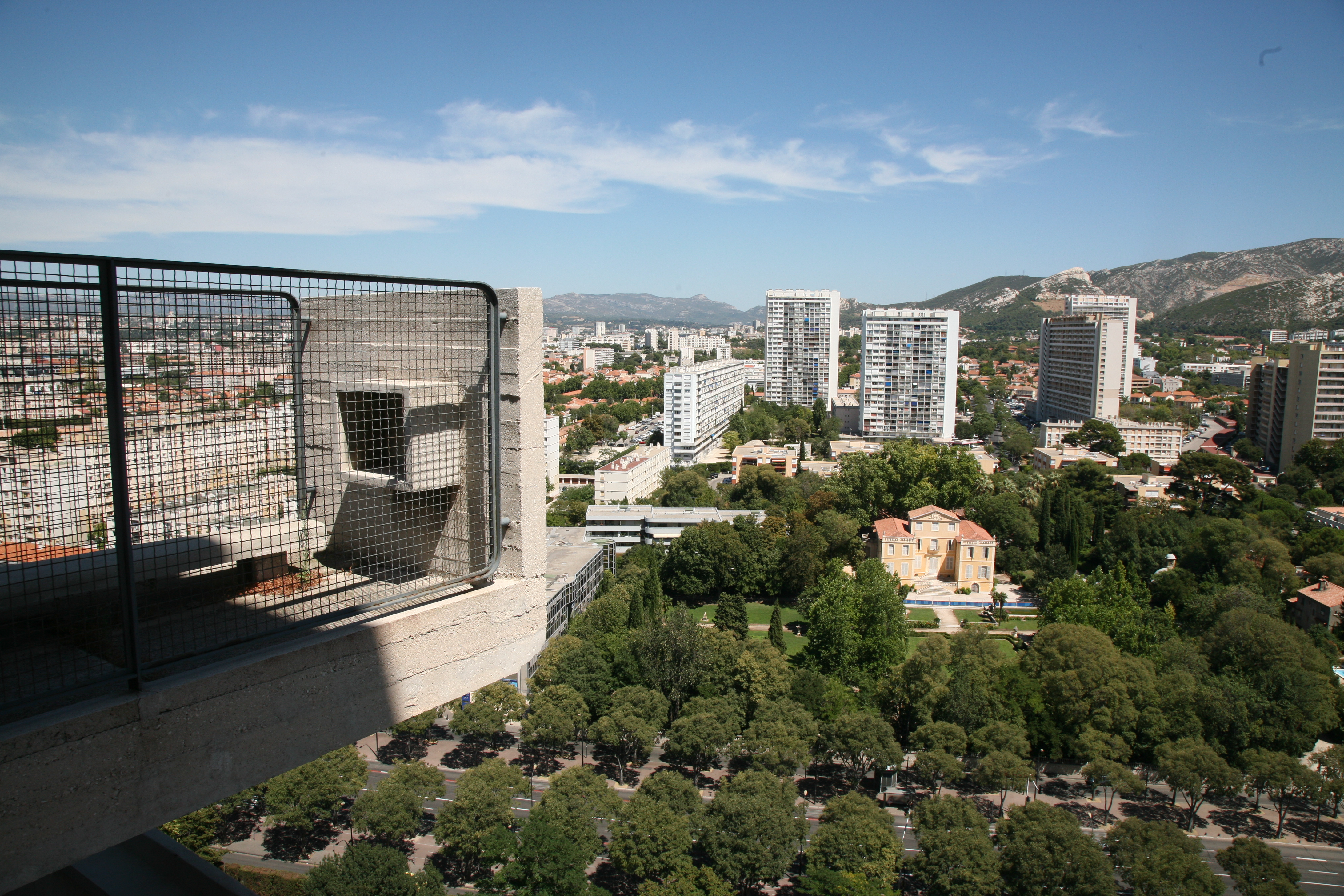
Nad dachem bloku mieszkalnego Unité d’habitation w Marsylii (1952) widoczny jest podniebny pomost (fr. belvédère), który wystaje poza obrys budynku

- 1905: Willa Fallet, La Chaux-de-Fonds, Szwajcaria (styl sosnowy, styl regionalny w duchu secesji[30])
- 1908: Dom Stotzera 6, Chemin de Pouillerel, la Chaux-de-Fonds, Szwajcaria.
- 1912: Villa Jeanneret-Perret, La Chaux-de-Fonds, Szwajcaria[31]
- 1912: Villa Favre-Jacot, Le Locle, Szwajcaria (neoklasycyzm)[32]
- 1914: Dom-Ino, koncepcja żelazobetonowej, słupowo-płytowej konstrukcji domu modułowego z wolnym planem (zbudowano na Biennale Architektury w Wenecji w 2014)[33]
- 1916: Willa Schwob, La Chaux-de-Fonds
- 1916: Kino La Scala, La Chaux-de-Fonds, Szwajcaria
- 1917: Wieża ciśnień w Podensac, Francja[34]
- 1922: Willa Besnus (Ker-Ka-Ré), Vaucresson (dom przebudowano)
- 1922: Dom i studio malarza Ozenfanta, Paryż (zmieniono oryginalny dach)
- 1922: Immeubles-Villas (Apartamenty własnościowe, Paryż). Koncepcja bloku mieszkalnego z wiszącymi ogrodami i pozbawionego podwórka-studni, którą udało się zrealizować architektowi po trzydziestu latach w Marsylii[8][35][36].
- 1923: Maison et cantine w Lège, Francja[37]
- 1923: Willa Le Lac w Corseaux w Szwajcarii (64 m², wysokość pomieszczeń to 2,7 m). Architekt po raz pierwszy stworzył w domu ogród na dachu płaskim[38][39].
- 1923: Willa La Roche-Jeanneret, Paryż. Modernistyczny dom bliźniaczy, gdzie architekt po raz pierwszy zastosował żelazobetonowe słupy (fr. pilotis), dzięki którym dom unosi się w powietrzu nad zazielenionym ogrodem i ma także ogród na dachu płaskim[28].
- 1923: Wille Lipchitz i Miestchaninoff, Boulogne-sur-Seine, Francja (domy dla rzeźbiarzy)[40]
- 1925: Pavillon de l’Esprit Nouveau, Paryż (zniszczony, a następnie zrekonstruowany w 1977 w Bolonii we Włoszech)
- 1925: Plan Voisin dla Paryża (nie zrealizowano)[41]
- 1926: Willa Cook, Boulogne-Billancourt, Francja (dom dla amerykańskiego dziennikarza i malarza)
- 1926: Willa Ternisien, 5 allée des Pins, Boulogne-Billancourt, Paryż (dom dla muzyka i malarki, przebudowany w 1936)
- 1926: Osiedle domów jednorodzinnych z oknami wstęgowymi i ogrodami na dachach Cité Frugès, Pessac, Francja. „Kostki cukru” składające się z 51 domów z żelazobetonu tworzą eksperymentalne miasto-ogród[28]. Niektórzy mieszkańcy zmodyfikowali swoje domy poprzez zamurowanie efektownych parterowych portfenetrów do połowy, zamurowanie okien wstęgowych do połowy i ich wyśrodkowanie na wszystkich piętrach oraz zabudowanie tarasów dachowych, na których wcześniej pielęgnowano rośliny co oszpeciło architekturę i pogorszyło jej funkcjonalność. Po latach osiedle zostało wyremontowane i przywrócone do oryginalnej formy. Identyczny przykład recepcji nowej architektury funkcjonalizmu w społeczeństwie jak w przypadku Bauhausu, osiedla Hoek van Holland J.J.P. Ouda oraz willi Tugendhatów, gdzie refleksja nad wartością zeszpeconej architektury nadeszła dopiero po latach skutkując remontami konserwatorskimi przywracającymi spektakularne, całkowite przeszklenia budynków[42][43].
- 1926: Maison Guiette, Anvers, Belgia. Dom z ogrodem na dachu płaskim. Przykład skrajnego funkcjonalizmu z nurtu purystycznego[44].
- 1927: Dom jednorodzinny, tzw. Maison Citrohan będący przeciwieństwem tradycyjnego domu, budynek unoszący się nad ziemią na słupach i wyposażony w ogród na dachu płaskim, dwupoziomowy salon i okna zajmujące całe ściany. Dom był pretekstem do zaprezentowania pięciu punktów nowoczesnej architektury na wystawie w Weißenhof, w Niemczech. Te pięć punktów oznaczało wolność od ograniczeń nałożonych przez tradycyjną konstrukcję domu z kamienia lub cegły. Gabinet gospodarza ma bezpośredni dostęp do ogrodu na dachu płaskim, który jest autentyczną innowacją architektoniczną dającą urok, poezję oraz luksus[45]. (projekt 1922[46])
- 1927: dom bliźniaczy w Weißenhof, Niemcy
- 1927: projekt pałacu Ligi Narodów w Genewie, Szwajcaria
- 1927: Villa Stein, Garches, Paryż
- 1927: Villa Church w Ville-d’Avray, Francja (zburzona w 1963)[47]
- 1928: Dom Planeix, boulevard Masséna 26, Paryż
- 1928: Villa Baizeau, Kartagina, Tunezja (wówczas kolonia francuska)[48]
- 1929: Barka węglowa Louise-Catherine, zacumowana na Sekwanie w Paryżu została przebudowana przez Le Corbusiera na schronisko dla bezdomnych[49].
- 1929: Villa de Madame Hélène de Mandrot, Le Pradet, Francja[50]
- 1929: Apartament Charles de Beistegui na dachu starej paryskiej kamienicy, Avenue des Champs-Élysées 136. Mieszkanie ze szklanymi ścianami zamiast okien zajmuje 7., 8. i 9. piętro, z trzema wiszącymi ogrodami i z widokiem na Łuk Triumfalny oraz Wieżę Eiffla. Zderzenie funkcjonalizmu z surrealizmem[28] (zrealizowano wraz z Salvadorem Dalím, ocalono, ale zmodyfikowano)[51].
- 1928–1931: Willa Savoye, Poissy, Francja. Dom ma 480 m² powierzchni, a sam salon ma 86 m². Wysokość pomieszczeń to 2,8 m[52].
- 1929–1933: Siedziba organizacji charytatywnej Armée du salut (Armia Zbawienia), schronisko dla potrzebujących i apartament księżnej Singer de Polignac w Paryżu. Po raz pierwszy rozdawano darmową zupę dla ubogich w budynku nowoczesnym i użytecznym, wyposażonym w ogród na dachu. „Gmach ma wygląd pięknego statku, gdzie wszystko jest czyste, komfortowe, funkcjonalne i radosne” – stwierdził dziennikarz Le Temps. Architekt zaprojektował nawet klimatyzację, której nie zainstalowano ze względu na koszty. Zamiast niej wykonano wentylację mechaniczną. Przeszklona fasada została zniszczona 25 sierpnia 1944 przez wybuch niemieckiej bomby. Po wojnie już uproszczono formę budynku poprzez zmniejszenie powierzchni efektownych przeszkleń[53].
- 1929–1935: Gmach Centrosojuzu (Centrala Związków Spółdzielczych, po wojnie Federalna Służba Statystyczna) w Moskwie. Kamienna fasada z czerwonego tufu kontrastuje ze szkłem. Zastosowanie wind oraz wygodnych pochylni w ogromnym gmachu zamiast schodów mogących powodować zmęczenie. Propozycje klimatyzacji oraz boiska do koszykówki na dachu zostały odrzucone[54][28].
- 1930: Dom Errazuriz, Chile (projekt)
- 1930: Las Nubes, dom pisarza Enrique Amorim (Salto, Urugwaj)
- 1931: Projekt Pałacu Rad w Moskwie został odrzucony z powodu zarządzenia Stalina, że proletariacka architektura musi być w stylu grecko-rzymskim, a nie modernistycznym[28].
- 1930–1931: Pawilon Szwajcarski w Paryżu. „Prawdziwe laboratorium nowoczesnej architektury” – stwierdził Le Corbusier opisując budynek będący obficie przeszklonym prostopadłościennym akademikiem unoszącym się w powietrzu nad ziemią na smukłych, antropomorficznych, żelazobetonowych słupach (fr. pilotis) i wyposażonym w zazieleniony taras na dachu płaskim[55]. Po wojnie zmodyfikowano efektowną, całkowicie przeszkloną fasadę będącą ścianą kurtynową poprzez jej częściowe zamurowanie co zmniejszyło powierzchnię przeszkleń, niezgodnie z oryginalnym projektem architekta[56]. Zamurowane miejsca pokryto szkłem i uzupełniono aluminiowymi żaluzjami aby nie oszpecić budynku, jednak różnica jest widoczna[57].
- 1932: Plan Obus dla – wówczas francuskiego – Algieru (nie zrealizowano)
- 1932: Immeuble Clarté (Szklany Dom[58]), Genewa, Szwajcaria. Nowatorski apartamentowiec z różnorodnymi mieszkaniami w tym dwupoziomowymi i dwustronnymi (256 m²), gdzie zainstalowano praktycznie nieznane wcześniej szklane schody, półpiętra i sufit dające efekt wyjątkowo jasnych korytarzy i klatek schodowych oraz luksfery i pełne przeszklenia mieszkań zamiast portfenetrów, a także taras słoneczny z ogrodem na dachu płaskim[59]. Stalowa konstrukcja szkieletowa budynku, całkowicie przeszklone elewacje, żelazna stolarka okienna bez szprosów z drewnianymi roletami, duże tarasy dostępne z każdego lokalu wyróżniają budynek z ówczesnej architektury mieszkaniowej[60].
- 1934: Immeuble Molitor, apartamentowiec z własnym mieszkaniem architekta przy ul. Nungesser-et-Coli 24 w 16-tej dzielnicy Paryża.
- 1934: La maison Henfel ou maison de week-end, La Celle-Saint-Cloud, Francja (dom przebudowano poprzez zniszczenie luksferów)[61]
- 1935: Villa Le Sextant, Les Mathes, Francja[62]
- 1936: Pałac Ministerstwa Edukacji Narodowej i Zdrowia Publicznego (Palácio Gustavo Capanema), Rio de Janeiro. Jako konsultant Lucio Costa, Oscara Niemeyera i innych Le Corbusier doprowadził do stworzenia w tym przeszklonym wieżowcu na słupach (fr. pilotis) dwóch ogrodów na dachach płaskich, w tym tarasu widokowego z panoramą miasta i Atlantyku, oraz instalacji portugalskich kafelków (port. azulejos) i zewnętrznych żaluzji (fr. brise soleil)[63].
- 1937: Gratte-ciel Cartésien (projekt drapacza chmur)[64]
- 1937: Pavillon des Temps Nouveau, Paryż (zniszczony)
- 1945: Zlecenie na projekt powojennej odbudowy miast La Rochelle, portu La Pallice i Saint-Dié we Francji składające się z bloków mieszkalnych w zieleni z agorą (wraz z Jerzym Sołtanem)[65]. (nie zrealizowano)
- 1947–1952: „Jednostka mieszkaniowa”, Marsylia, Francja, „Cité radieuse”, czyli „Promienne osiedle” (zrealizowano wraz z Aleksandrem Kujawskim i Jerzym Sołtanem). „Ta jednostka to pionowe miasto-ogród” – stwierdził Le Corbusier opisując budynek[66].
- 1948: Dom Curutchet, La Plata, Argentyna
- 1948–1951: Fabryka Claude & Duval w Saint-Dié, jedyna budowla przemysłowa Le Corbusiera
- 1949–1952: Siedziba Narodów Zjednoczonych, Nowy Jork (konsultant)
- 1950–1955: Kaplica Notre Dame du Haut, Ronchamp, Francja. „Fasada à la ser szwajcarski”[67].
- 1951: Cabanon de vacances, drewniany domek letniskowy architekta (15,84 m²) oraz jego barwne freski w Roquebrune-Cap-Martin we Francji.
- 1951: Aéroclub de Doncourt, Francja
- 1951: Budynek Stowarzyszenia Mill Owner's, Willa Sarabhai i Willa Shodhan, Ahmedabad, Indie
- 1951: Muzeum w Ahmedabad, Indie[68]
- 1955: Maisons Jaoul, Neuilly-sur-Seine, Francja[69]
- 1955: „Jednostka mieszkaniowa” w Nantes-Rezé (wyposażona w taras na dachu z przedszkolem, basenem i biblioteką, brak pasażu handlowego), departament Loire-Atlantique[70][71][72]
- 1951–1963: Plan urbanistyczny miasta Czandigarh (1953) i Kompleks Kapitolu, Indie[73][74]
  - 1953: Sekretariat
  - 1956: Sąd Najwyższy (dach w formie parasola dającego cień został wykonany z surowego betonu zbrojonego, wspartego na konstrukcji przypominającej plaster miodu)[75][76]
  - 1962: Zgromadzenie Narodowe
oraz
  - 1953: Pałac Gubernatora (projekt)
  - 1953: Klub Wodny
  - 1959: Szkoła Artystyczna
  - 1962: Muzeum i Galeria Sztuki
- 1956: Gymnase Le Corbusier, kompleks sportowy, Bagdad, Irak (projekt został zrealizowany w 1980)
- 1957: Maison du Brésil, Miasto Uniwersyteckie, Paryż
- 1957: „Jednostka mieszkaniowa” w Berlinie-Charlottenburg, Flatowallee 16, zbliżona do marsylskiej, ale bez pasażu handlowego i bez ogrodu na dachu, który został zaprojektowany i odrzucony[77][22].
- 1958: Pawilon Philipsa, Bruksela, Belgia (z Iannis Xenakis) na Expo ’58 (zniszczony)
- 1959: Muzeum Narodowe Sztuki Zachodniej, Tokio[78]
- 1957–1960: Klasztor Sainte Marie de La Tourette, koło Lyonu, Francja (z Iannis Xenakis). Budynek wyposażony w ogród na dachu[79].
- 1960: „Jednostka mieszkaniowa” w Briey (bez pasażu handlowego i bez ogrodu na dachu, który został zaprojektowany i odrzucony), departament Meurthe-et-Moselle[80][22]
- 1961: Śluza w Kembs-Niffer na kanale Rodan-Ren. Wieża obserwacyjna i urząd celny[81].
- 1961: Centrum Sztuki Wizualnej im. Carpentera, Uniwersytet Harvarda, Cambridge, USA
- 1963: Projekt Olivetti, centre de calculs électroniques w Rho, Włochy
- 1958: Dziedzictwo Le Corbusiera w Firminy-Vert, Francja[82]
  - 1965–1967: „Jednostka mieszkaniowa” w Firminy-Vert (wyposażona w taras na dachu z przedszkolem i basenem, brak pasażu handlowego)[83][84]
  - 1966: Stadion Firminy-Vert
  - 1965: Dom Kultury Firminy-Vert
  - 1970: Kościół Saint-Pierre, Firminy (zbudowany pośmiertnie i ukończony pod kierunkiem José Oubrerie w 2006)
- 1967: Muzeum Heidi Weber (Centrum Le Corbusiera), Zurych, Szwajcaria. Budynek czterokondygnacyjny nad jeziorem (zaprojektowany przez Le Corbusiera wraz z Pierre’em Jeanneretem w latach 1960–1962). Taras widokowy został przykryty stalowym dachem w formie dwóch parasoli, wklęsłego i wypukłego. W 1967 roku szwajcarski budynek został skopiowany w indyjskim Czandigarh także jako muzeum, ale z innego materiału – użyto betonu zamiast stali i szkła[85][86].

## Główne dzieła pisarskie
- 1911: Artykuły prasowe na rozmaite tematy, La Chaux-de-Fonds
- 1911: La construction des villes (Budowa miast), pierwszy traktat urbanistyczny architekta.
- 1918: Après le cubisme (Po kubizmie), z Amédée Ozenfant
- 1923: Vers une architecture (W stronę architektury), Le Corbusier-Saugnier, z Amédée Ozenfant – „Jest jedyną książką o architekturze, która zostanie uznana za wielkie dzieło literatury XX wieku” – Reyner Banham(inne języki)[87]. Pseudonim Ozenfanta (Saugnier), usunięty z okładki w kolejnym wydaniu w 1924; wydanie polskie 2012[88].
- 1924: Urbanisme (Urbanistyka), wydanie polskie 2015[89]
- 1925: La Peinture moderne (Malarstwo nowoczesne), z Amédée Ozenfant
- 1925: L’Art décoratif d’aujourd’hui (Dzisiejsza sztuka dekoracyjna)
- 1926: Architecture d’époque machiniste
- 1928: Une maison, un palais
- 1931: Clavier de Couleurs – Pierwsza klawiatura kolorów
- 1933: La Ville Radieuse (Promienne miasto)
- 1935: Aircraft (Aeroplan)
- 1937: Quand les cathédrales étaient blanches (Kiedy katedry były białe), wydanie polskie 2013[90]
- 1939: Le Lyrisme des temps nouveaux et l'urbanisme
- 1943: Charte d’Athènes (Karta Ateńska) – uchwalona w 1933, opublikowana jako dzieło organizacji CIAM; wydanie polskie ok. 1956
- 1943: Entretien avec les étudiants des écoles d’architecture (Konwersacje ze studentami architektury)
- 1945: Les Trois établisments Humains (Trzy ludzkie założenia)
- 1946: Manière de penser l'urbanisme (Sposób myślenia o urbanistyce)
- 1948: Le Modulor, z Jerzy Sołtan
- 1950: L’Unité d’habitation de Marseille (Blok marsylski), z Aleksandrem Kujawskim i Jerzym Sołtanem
- 1953: Le Poeme de l’Angle Droit (Poemat o kącie prostym)
- 1955: Le Modulor 2
- 1959: Clavier de Couleurs (deuxième série) – Druga klawiatura kolorów
- 1966: Le Voyage d’Orient (Podróż na Wschód)

## Miejsca pamięci
Miejsca nazwane jego imieniem:
- Plac Le Corbusiera, obok jego pierwszego atelier mieszczącego się na długim korytarzu w nieistniejącym już klasztorze jezuitów na Rue de Sèvres 35 w Paryżu (1922).
- Appartement-Atelier de Le Corbusier, własne mieszkanie i atelier architekta będące jego muzeum, w kamienicy (1934) na ul. Nungesser-et-Coli 24 w Paryżu.
- Hotel Le Corbusier w bloku architekta w Marsylii (1952).
- Centre Le Corbusier w Zurychu (muzeum w jego ostatnim budynku, 1967).
- Fundacja Le Corbusiera (1968) została otwarta jako muzeum architekta w Willi La Roche-Jeanneret w Paryżu (1923).

Miejsca symboliczne:
- Aleja Le Corbusiera w Lille, Francja.
- Bulwar Le Corbusiera w Laval, Kanada.
- Plac Le Corbusiera w jego mieście rodzinnym La Chaux-de-Fonds, Szwajcaria.
- Ulica Le Corbusiera w Genewie, Szwajcaria.
- Ulica Le Corbusiera w Malvinas Argentinas, Argentyna.
- Ulica Le Corbusiera w Brossard, Kanada.
- Ulica Le Corbusiera w Villepinte, Francja.
- Ulica Le Corbusiera w Niterói, Brazylia.
- Ulica Le Corbusiera w Rio de Janeiro, Brazylia.
- Ulica Le Corbusiera w Paryżu, Francja.
- Ulica Le Corbusiera w Oldenburgu, Niemcy.
- Promenada Le Corbusiera wzdłuż Morza Śródziemnego w Roquebrune-Cap-Martin, Francja.

Portret Le Corbusiera widniał na szwajcarskim banknocie 10-frankowym wyemitowanym w 1995 roku.
W 2016 siedemnaście budynków projektu Le Corbusiera, znajdujących się w takich państwach jak: Argentyna, Belgia, Francja, Niemcy, Indie, Japonia i Szwajcaria zostało wpisanych na listę światowego dziedzictwa UNESCO jako obiekt: Dzieła architektury Le Corbusiera jako wybitny wkład do modernizmu.